# 第三条道路 (政党)
第三条道路（羅馬化：aṭ-Ṭarīq ath-Thālith）是巴勒斯坦的一个左翼自由主义政党。该党成立于2005年12月16日，由萨拉姆·法耶兹和哈南·阿什拉维领导。该党自我定位为哈马斯和法塔赫两党体制之外的替代力量。该党参加巴勒斯坦民族权力机构。
在2006年巴勒斯坦立法选举中，该党获得2.41%的选票，赢得巴勒斯坦立法委员会132个席位中的2个。由于选举结果不理想，该党随后淡出巴勒斯坦政坛。但在2015年7月，该党领导人在拉姆安拉和希伯伦召开一系列会议，讨论重启政党纲领并重返政坛的可能性。